# Hellblade: Senua’s Sacrifice
Hellblade: Senua’s Sacrifice — компьютерная игра в жанре action-adventure, разработанная и выпущенная британской компанией Ninja Theory для Microsoft Windows и PlayStation 4 в 2017 году; в последующие годы игра была портирована также на Xbox One и Nintendo Switch. Hellblade является крупнобюджетной инди-игрой, разработанной за собственный счёт компании-разработчика. Действие игры, выполненной в духе тёмного фэнтези и психологических ужасов и основанной на кельтской и скандинавской мифологии, происходит в раннем средневековье. Её главная героиня, душевнобольная воительница по имени Сенуа, отправляется в путешествие в мир мёртвых Хельхейм, чтобы спасти из рук богини Хель душу своего погибшего возлюбленного. Сюжет игры одновременно является метафорой борьбы героини с преследующим её психозом.
В ходе игры Hellblade Сенуа должна пройти ряд испытаний — в их число входят как сражения на мечах, так и головоломки. Особенностью Hellblade являются слуховые галлюцинации героини — голоса в голове Сенуа, записанные с помощью бинауральной записи звука, постоянно сопровождают игровой процесс и дают подсказки и предупреждения, но также могут намеренно пугать игрока и сбивать его с толку. Реалистичные мимика и анимация Сенуа были созданы с помощью технологии захвата движения, сделавшей возможной сложную актёрскую игру. Студия Ninja Theory привлекала к разработке специалистов по скандинавской мифологии и психиатрии, а также благотворительные фонды и людей, страдающих психозами, чтобы добиться достоверного отражения этих тем в игре.
Игра оказалась коммерчески успешной и получила положительные отзывы критиков, высоко оценивших атмосферу, звуковой дизайн и повествование в игре, в то время как геймплей игры получил более сдержанные отзывы. Ряд обозревателей назвал игру произведением искусства, особо отметив необычную тему психоза и серьёзность подхода разработчиков к его изображению. Hellblade также привлекла внимание прессы как инди-игра, по уровню графики и общему качеству значительно превосходящая другие игры из этой категории. В 2024 году была выпущена игра-продолжение — Senua’s Saga: Hellblade II.

## Геймплей

Геймплей Hellblade: Senua’s Sacrifice.

В течение Hellblade игрок управляет героиней Сенуа с видом от третьего лица. За пределами продолжительных кат-сцен геймплей Hellblade разделяется на две части: мирное взаимодействие с окружением и сражения. В сегментах, не связанных с боями, персонаж под управлением игрока должен либо просто перейти из одного места в другое, либо преодолеть какое-либо препятствие — например, головоломку, вписанную в окружение — чтобы продвинуться дальше. Сенуа обладает способностью «фокусироваться», отражающей её умение видеть мир не так, как другие люди — эта способность используется для решения головоломок. По игре разбросан ряд рунических камней — взаимодействие с ними даёт возможность услышать короткие рассказы о скандинавской мифологии из уст персонажа Друта, чей голос мерещится Сенуа. В нескольких местах игры появляются свои уникальные механики или испытания для игрока. Ряд головоломок опирается на взаимодействие с окружением — например, в одной такой головоломке Сенуа должна выстроить узор из теней, зажигая факелом источники света, причём для этого необходимо перемещаться между жаровнями, где можно поджечь факел, и водопадами, в которых огонь гаснет. Другие испытания накладывают на игрока всевозможные ограничения — так, в одном из них Сенуа должна найти три объекта в запутанном лабиринте, одновременно убегая от некоего чудища. Когда монстр вблизи, изображение на экране «плывёт» и портится, передавая ужас Сенуа и сильно затрудняя поиск объектов. В другом испытании Сенуа должна как можно быстрее пробираться в темноте от одного источника света к другому.
В сражениях Сенуа с мечом в руках противостоит одному или нескольким противникам, которых необходимо победить, чтобы продвинуться дальше. Обычно речь о двух-трёх врагах одновременно. Сенуа автоматически разворачивается к одному из врагов по выбору игрока; она может использовать два вида ударов мечом — «быстрый» и «сильный», а также парировать вражеские удары или уклоняться от них. Удар ногой позволяет выбить врага из оборонительной стойки; Сенуа также может ускориться, подбежав к находящемуся на расстоянии противнику. Способность Сенуа «фокусироваться» позволяет ей в течение некоторого времени двигаться быстрее, чем её противники, или развеивать «тени», окружающие некоторых врагов и делающие их неуязвимыми для ударов. Эта способность становится на некоторое время недоступной после использования, и персонаж должен несколько раз уклониться от ударов или парировать их, чтобы она восстановилась. После получения чудесного меча Грам игрок может таким же образом «заряжать» оружие, чтобы временно увеличить наносимый врагам урон или более эффективно парировать удары. Если Сенуа получит от противников тяжёлый удар или несколько ударов подряд, она упадёт на землю, и игрок должен в динамической QTE-сцене как можно быстрее нажимать соответствующую кнопку, чтобы не дать врагу добить героиню. В случае ранения героиня двигается более медленно, и даже обычный удар может её убить.
«Волшебное» зеркало на поясе Сенуа может светиться в бою, показывая готовность Сенуа «сфокусироваться» — это единственный элемент визуального интерфейса в игре; кроме него, в Hellblade нет каких-либо видимых для пользователя шкал и индикаторов. Вместо этого игра полагается на звуковой дизайн: голоса в голове Сенуа дают подсказки и советы по различным игровым механикам. Так, во время сражения голоса могут предупреждать Сенуа, если у неё за спиной находится враг. Они реагируют на полученные Сенуа удары — по паническому или более спокойному тону голосов можно судить о том, насколько опасно положение героини и сколько ещё ударов она может выдержать. Природа противников Сенуа, её видений и преследующих её голосов в игре однозначно не объясняется — она может иметь дело с настоящими чудовищами, насланными некоей враждебной силой наваждениями или собственными галлюцинациями героини. За исключением голоса Друта, голоса и видения не всегда дают полезные советы и нередко призваны запутывать или запугивать игрока, например, убеждая его в том, что героиня идёт неправильным путём или вот-вот попадёт в ловушку. Одно из таких ложных указаний, предъявляемое игроку в начале игры, призвано убедить его в том, что смерть героини в игре является необратимой, наподобие roguelike, и игрок не сможет продолжить игру, если Сенуа будет погибать слишком часто; в действительности соответствующий эффект является не более чем косметическим.

## Сюжет
Действие игры происходит в Северной Европе приблизительно в 790 году н. э. — такое время было выбрано как дохристианская, языческая эпоха; сюжет игры связан с приходом скандинавских викингов на Оркнейские острова и исчезновением их предыдущих обитателей-кельтов. Се́нуа — воительница народа пиктов; она направляется в загадочную страну северян, Хельхейм, и несёт с собой отрубленную голову своего возлюбленного Диллиона, считая, что сможет вернуть его из мёртвых. Сенуа преследуют голоса и видения, в том числе образы людей из её прошлого — ещё живого Диллиона; беглого раба викингов Друта, чей голос выступает её проводником в царстве Хель, рассказывая о преданиях и мифах викингов; и отца, жестокого друида пиктов Зинбеля. Зинбель считал психоз Сенуа проклятием и подвергал дочь мучениям, чтобы избавить её от «тьмы»; мать Сенуа, Галэна, ранее страдала тем же заболеванием, и Зинбель сжёг жену на костре заживо. Диллион, сын вождя, был единственным, кто относился к Сенуа иначе и полюбил её, но и он ожесточился на девушку, когда в деревне пиктов вспыхнула чума, в ходе которой умер его отец. В отсутствие Сенуа деревня была разорена викингами, а Диллиона завоеватели предали казни, известной как «кровавый орёл». Героиня убеждена, что её любимый таким образом оказался во власти Хель, богини смерти викингов, и Сенуа сможет выторговать его жизнь, если встретится с Хель.
Чтобы попасть к Хель, Сенуа под управлением игрока преодолевает ряд препятствий. Для того, чтобы открыть ворота в Хельхейм, Сенуа должна убить — в любом порядке — двух чудовищных воинов, Сурта и Вальравна. Расправившись с ними, Сенуа вступает на мост Гьялларбру, где её встречает сама Хель в облике огромной великанши; в столкновении с ней меч Сенуа ломается, а Сенуа падает с моста. Оставшаяся без оружия Сенуа выходит к дереву, в стволе которого торчит Грам — «меч, который может разить богов». Сенуа проходит несколько испытаний и получает право завладеть Грамом. Она оказывается в инфернальном месте — Море Трупов — и прорывается оттуда с боем. В подземельях Хельхейма Сенуа теряет голову Диллиона, упавшую на дно глубокой ямы, и вынуждена сражаться за эту голову с чудовищным зверем Гармом. Наконец, Сенуа вступает в последнюю битву в чертогах Хель. Это сражение невозможно выиграть, и Сенуа, обессилев, сдаётся на милость Хель, которая закалывает героиню Грамом. Хель подбирает голову Диллиона и выбрасывает её с обрыва — но богиня на краю обрыва превращается в саму Сенуа. Героиня разворачивается и уходит; голоса за кадром звучат тише и более умиротворённо. Конец игры можно интерпретировать как примирение Сенуа с потерей и смертью Диллиона: героиня признаёт, что вернуть его к жизни невозможно. Напоследок, Сенуа ломает «четвёртую стену» и приглашает игрока последовать за ней, так как у неё есть ещё «истории, которые она хочет рассказать». В игре присутствует «дополнение» к концовке — последняя встреча Сенуа с Друтом, которую можно раскрыть, найдя все «камни знания», спрятанные в мире игры. Друт признаётся, что лгал героине: он изначально был послан к викингам, чтобы заключить мир, но под пытками предал свой народ. Он также описывает «человека в чёрном», который предал пиктов по собственной воле — это описание сильно напоминает отца Сенуа.

## Разработка
Hellblade: Senua’s Sacrifice представляет собой «инди-игру AAA-класса», то есть крупнобюджетную игру, создание которой было профинансировано студией-разработчиком за свой собственный счёт; эта практика обычно применяется к малобюджетным играм. По словам менеджера Ninja Theory Доминика Мэтьюса, чтобы Hellblade окупилась, студии необходимо было продать лишь несколько сотен тысяч копий игры — гораздо меньше, чем для других AAA-игр. В 2014 году разработчики утверждали, что для этого достаточно 200—300 тысяч копий игры.
Решение вести разработку за собственный счёт было связано с большими финансовыми рисками, но позволило Ninja Theory сохранить полный контроль над творческим процессом. В прошлом Ninja Theory разрабатывала крупнобюджетные игры за счёт издателей, однако подвергалась большому давлению и вмешательству в творческий процесс с их стороны. По воспоминаниям Мэтьюса в интервью изданию PC Gamer, во времена разработки невыпущенного проекта под названием Razer представители издателя требовали вводить в игру «модные» элементы наподобие многопользовательской игры или совместимости с мобильными устройствами, а также высмеивали идею сделать сюжет игры более человечным по сравнению с другими играми, говоря «Да кому вообще захочется играть за обычного человека, а не космического десантника?». Приняв решение заниматься разработкой самостоятельно, сотрудники Ninja Theory вдохновлялись успехом таких оригинальных инди-игр, как The Stanley Parable, Everybody's Gone to the Rapture и даже Goat Simulator; по словам Мэтьюса, «мы смотрели на инди-игры с завистью».
Hellblade задумывалась как игра меньших размеров по сравнению с типичной AAA-игрой, с более коротким временем на прохождение — от семи до девяти часов — и продаваемая по существенно более низкой цене, исключительно средствами цифровой дистрибуции. Если бы игра разрабатывалась в обычном порядке и продавалась за обычную для западных стран цену в 60 долларов, разработчикам пришлось бы удлинить её продолжительность до 12-15 часов.
Юг Жибуар, ранее работавший над Heavenly Sword, но покинувший Ninja Theory несколькими годами ранее, вернулся в студию для работы над данной игрой. Игра была анонсирована на пресс-конференции на выставке Gamescom 2014, где был показан дебютный трейлер. Версия для персональных компьютеров была объявлена в январе 2015: разработчики обещали 4K-разрешение, а также поддержку модификаций. 10 июня 2015 был показан первый геймплейный трейлер игры. До марта 2016 года игра была известна просто как Hellblade; позже разработчики добавили к названию подзаголовок Senua’s Sacrifice. 1 декабря 2016 года студия Ninja Theory объявила о том, что Hellblade: Senua’s Sacrifice не выйдет в 2016 году, как планировалось, релиз игры был отложен на 2017 год. Этот перенос был связан с неким другим отменённым проектом студии, на который также пришлось потратить время, и разработчики считали, что Hellblade «недостаточно великолепна» для выпуска в объявленный ранее срок.
Боевая система игры была переработана по ходу разработки и первоначально больше напоминала предыдущие игры Ninja Theory: камера должна была находиться дальше от персонажа, а бои строились на отражении атак с разных сторон. Позднее разработчики приняли решение приблизить камеру к персонажу, чтобы добиться более личного восприятия происходящего игроком; новая боевая система, разработанная дизайнером Хуаном Фернандесом, была построена на сочетании простых действий, выстраивающихся в длинные комбинации ударов. Соответствующая анимация была отработана в студии захвата движений с участием каскадёров.
Критики отмечают, что выразительное музыкальное оформление является одной из наиболее сильных сторон игры. Над музыкой Hellblade: Senua’s Sacrifice работал композитор Дэвид Гарсиа. Атмосферу боевых сцен также помогают создавать треки Энди Ла Плагуа, лидера группы Combichrist.

### Захват движения
Общение персонажа с игроком осуществляется не только через речь, но и невербально, через анимацию и движения персонажа. Чтобы сделать их правдоподобными, так, чтобы Сенуа реалистично изображала страх или двигалась в воде с сопротивлением, применялась технология захвата движения — для этой цели разработчики построили собственную недорогостоящую студию. У Ninja Theory уже был богатый опыт работы с захватом движения — эта студия одной из первых в индустрии использовала технологию, разработанную новозеландской компанией Weta Digital, при создании игры Heavenly Sword (2007). Бюджет Hellblade не позволял пользоваться чрезмерно дорогостоящими разработками других компаний или привлекать к работе десятки людей, поэтому при создании игры разработчики экспериментировали с разнообразным самодельным оборудованием, таким как установка из нескольких экшен-камер GoPro, шлем для крикета с закреплённой веб-камерой или система освещения, устроенная в цветочном горшке и управляемая компьютером Raspberry Pi с самостоятельно написанным разработчиками кодом; Антониадес описывал эти эксперименты как «сражение… воровство [идей], заимствование, изобретательство». В конечном счёте для обустройства студии захвата движений был использован очищенный от мебели конференц-зал в здании Ninja Theory, камеры Bonita компании Vicon, шесты из мебельного магазина IKEA и дешёвые ЖК-телевизоры.
Система, выстроенная Ninja Theory на основе технологий Epic Games, 3Lateral, Cubic Motion, IKinema и Xsens в общей сложности за 8 недель, была представлена на конференции разработчиков компьютерных игр Game Developers Conference в 2016 году, а также на конференции аниматоров FMX в Германии. Она была в состоянии не просто вести захват движений, но в реальном времени отображать уже смоделированную анимацию средствами движка Unreal Engine 4 — таким образом, когда каскадёры изображали поединок в студии, на экранах можно было параллельно наблюдать сражение моделей Сенуа и её противника-викинга в декорациях игры.

### Дизайн героини
Трёхмерная модель героини Сенуа была создана с помощью трёхмерного сканирования; сербская компания 3Lateral с помощью собственной технологии фотограмметрии создала трёхмерную копию лица сотрудницы Ninja Theory Мелины Юргенс. Мелина, будучи видеоредактором студии, озвучила Сенуа и также послужила моделью для её внешности и анимации мимики. По изначальной концепции Тамима Антониадеса, Сенуа не должна была быть типичной героиней вроде Чудо-Женщины — «она не сексапильная, не гордая, не героическая, не миленькая и не худенькая», и арт-директор студии Алессандро Таини несколько раз пересматривал дизайн героини в соответствии с этими указаниями. Как человек, который всю жизнь провёл в странствиях и сражениях, Сенуа должна была иметь натренированные мышцы рук, плеч и спины, показывающие физическую силу, но не симметричные, как у бодибилдера, а более развитые с одной стороны. Юргенс на протяжении полутора месяцев занималась в тренажёрном зале, чтобы сбросить лишний вес и набрать мышцы; чтобы добиться при создании модели Сенуа более реалистичной структуры и анимации мышц, разработчики также отсканировали с помощью системы Artec Eva тело другой женщины, фитнес-тренера Викки Уайлд. Необычайно проработанная модель персонажа была дополнена другими деталями, такими как морщинки, шрамы, даже папиллярные узоры на пальцах. По словам Антониадеса, такие усилия были предприняты разработчиками потому, что Сенуа является по сути единственной героиней в игре, и необходимо было, чтобы игрок воспринимал её как реального человека.
Сенуа принадлежит к народу пиктов; детали её внешности отсылают к историческим описаниям кельтских народов — так, пикты разукрашивали себя с помощью синей краски из вайды, и для внешности Сенуа был выбран самый простой рисунок, который она могла бы наносить на себя сама. Причёска в виде дредов — дань упоминанию о том, что кельты мазали волосы известью; яркие украшения в волосах являются уже собственным добавлением дизайнеров из желания разнообразить причёску героини. Налобное украшение призвано напоминать о том, что героиню преследуют голоса-галлюцинации, и она использует этот предмет как своего рода защиту. Воротник выполнен из волчьего меха; скрепляющая его брошь-фибула имеет особое значение — она напоминает меч, воплощая статус Сенуа как воительницы. По словам Тамима Антиониадеса, такие броши крайне ценились как кельтскими женщинами, так и викингами. Сенуа носит на поясе мешок с отрубленной человеческой головой — это голова её возлюбленного Диллиона, по убеждению Сенуа, содержащая в себе душу мертвеца. Другой важный предмет, зеркало из отполированного железа, был смоделирован по образцу реального кельтского зеркала. Тартановый орнамент на одежде Сенуа также восходит к кельтским временам; по словам менеджера Ninja Theory по производству Доминика Мэтьюса, дизайнеры использовали для сканирования образец домотканой материи, созданный по подобию древней ткани, причём один из сотрудников студии дал своей собаке порвать ткань, чтобы придать ей более потрёпанный вид.

### Изображение психоза
Важной составляющей игры является безумие героини: Сенуа воспринимает окружающий мир сквозь призму своего психоза. Чтобы более достоверно передать состояние Сенуа, разработчики привлекли в качестве консультанта профессора Кембриджского университета Пола Флетчера; для проработки использовались архивные материалы по психиатрии 1960-х годов, содержащие личный опыт людей с ранними стадиями психозов. В интервью сайту VentureBeat Тамим Антониадес отмечал, что психоз и фантазия и их связь с мифологией были главными темами игры с самого начала разработки: понимая, что игра может вызвать сильную негативную реакцию со стороны публики, если психоз будет изображён в ней неправильно, разработчики постарались серьёзно отнестись к его изображению. Отвечая на замечание интервьюера о том, что разработчики компьютерных игр чаще наделяют психозами злодеев, а не протагонистов, Антониадес отметил, что люди часто смешивают психоз и психопатию, считая, что психоз делает человека опасным; такое изображение психоза в массовой культуре, по его мнению, наносит вред действительно страдающим психозом людям, заставляя их скрывать своё состояние. Игра задумывалась как средство дать возможность другим людям пережить то, что испытывает человек с психозом.
Разработчики нашли Флетчера поиском в Google и пригласили его в студию. Студия также связалась с благотворительным фондом Wellcome Trust, который предоставил Ninja Theory грант на совместную разработку в размере 500 тысяч фунтов — эти деньги пошли на привлечение Флетчера и других психологов для достоверного изображения психоза. Одной из важнейших организаций, сотрудничавшей с Ninja Theory, была Recovery College East — британская организация, оказывающая помощь людям с психозами. Руководитель этой организации Трейси Тинджи устроила посещение студии для нескольких пациентов с личным опытом психоза и душевных болезней — разработчики продолжали сотрудничать с этими людьми и в дальнейшем, каждые два-три месяца устраивая новые встречи и демонстрируя материалы игры. Студия поддерживала контакты и с другими организациями, в том числе Voice Collective, обществом «слушателей голосов» — людей, испытывающих слуховые галлюцинации, но не признающих это состояние психической болезнью; а также несколькими отдельными людьми, признающими себя тяжелобольными. Все эти связи и встречи стали возможными благодаря помощи Флетчера — «наставника» проекта в части изображения психоза — и финансированию со стороны Wellcome Trust.
Идеи Флетчера использовались для привнесения в игру различных тревожащих и пугающих деталей. Один из основных видов головоломок в игре — поиск в окружении скрытых фигур-«рун» — основана на одном из исследований Флетчера, где было показано, что имеющие склонность к психозу люди быстрее выделяют скрытые изображения из случайного шума. По словам Антониадеса, эта способность сама по себе не предполагает психической болезни — это естественная часть человеческого восприятия мира; тем не менее, у людей с выраженным психозом она очень заметна. В игре есть сцена с деревьями, покачивающимися в такт движению игрового персонажа — это переосмысление идеи о том, что страдающий психозом человек может видеть некий разумный умысел в случайных природных явлениях. Задачей разработчиков было создание атмосферы тревоги, когда игрок — как и сама Сенуа — видел бы в самых невинных образах предвестие чего-то пугающего. Слуховые галлюцинации Сенуа играют большую роль в игре — героиня постоянно слышит голоса, далёкие или шепчущие прямо в ухо; чтобы добиться желаемого эффекта, разработчики использовали метод бинауральной записи звука.

### Выпуск
Игра Hellblade была первоначально выпущена для Microsoft Windows и PlayStation 4 8 августа 2017 и распространялась исключительно посредством цифровой дистрибуции. Ранее планировалось, что игра выйдет только на PlayStation 4 и некоторое время будет эксклюзивной для этой консоли. 11 апреля 2018 года была выпущена версия для консоли Xbox One, причём для модели Xbox One X были предусмотрены настройки улучшенной графики. 31 июля 2018 года в игру был добавлен режим виртуальной реальности с поддержкой шлемов HTC Vive и Oculus Rift. Хотя первоначально игру предполагалось распространять только посредством цифровой дистрибуции, в конце 2018 года версии Hellblade для игровых консолей PlayStation 4 и Xbox One были выпущены и на физических носителях. Издателями игры для этих платформ выступили компании 505 Games и Microsoft соответственно. Версия игры для Nintendo Switch была выпущена в апреле 2019 года; её портирование на эту платформу выполнила польская компания QLOC.

## Отзывы и продажи
| Сводный рейтинг       | Сводный рейтинг            |
| Агрегатор             | Оценка                     |
| --------------------- | -------------------------- |
| GameRankings          | 84,00 % (PC) 82,10 % (PS4) |
| Metacritic            | 83/100 (PC) 82/100 (PS4)   |
| «Критиканство»        | 83/100                     |
| Иноязычные издания    |                            |
| Издание               | Оценка                     |
| Destructoid           | 7,5/10                     |
| EGM                   | 8,5/10                     |
| Game Informer         | 8/10                       |
| GameSpot              | 8/10                       |
| Giant Bomb            | [ 49 ]                     |
| IGN                   | 9,0/10                     |
| PC Gamer (US)         | 78/100                     |
| VideoGamer            | 9/10                       |
| Русскоязычные издания |                            |
| Издание               | Оценка                     |
| 3DNews                | 9/10                       |
| Riot Pixels           | 84 %                       |
| «Игромания»           | 8,0/10                     |
| «Игры Mail.ru»        | 9,5/10                     |

По данным агрегатора обзоров Metacritic игра получила преимущественно положительные оценки критики. Среди особо сильных сторон игры обозреватели называли выбор и воплощение необычной и интересной темы — отражения психоза, а также соединение личной истории Сенуа со скандинавской мифологией; особых упоминаний были удостоены актёрская игра Юргенс, насыщенная атмосфера, визуальный и звуковой дизайн игры, а также непривычно низкая для AAA-игры цена, и напротив, необычайно высокий для инди-игры уровень графики и качество игры в целом. Более сдержанные отзывы получили сражения и головоломки — некоторые обозреватели назвали сражения в игре слишком упрощёнными и однообразными, отметили, что в игре слишком мало разных врагов, а головоломки часто излишни.
Брандин Тиррел, обозреватель IGN, охарактеризовал игру как «мастер-класс» с точки зрения создания атмосферы, повествования и соединения друг с другом механического и концептуального дизайна, отметив, что то внимание, которое разработчики уделили персонажу Сенуа и её истории, позволило создать «нечто поразительное». Тиррел назвал Hellblade: Senua’s Sacrifice игрой, в которую должен сыграть каждый; некоторые нарекания у него вызывали сражения — скорее вставки в повествование, чем ключевой элемент игры. По мнению Джо Джубы, обозревателя Game Informer, Hellblade: Senua’s Sacrifice — с учётом серьёзной и тяжёлой темы, которую многие сочли бы табуированной — не вполне уместно называть развлечением, однако она, безусловно, способна удивлять игрока и надолго запоминаться ему. По словам Джубы, как исследование мира, так и сражения Hellblade сознательно используют фрустрацию самого игрока — здесь Hellblade становится не слишком хорошей игрой, но продолжает восхищать как произведение интерактивного искусства.
Алексей Пилипчук из «Игромании» охарактеризовал игру как эксперимент — попытку маленькой команды «за копейки» создать игру AAA-уровня; он назвал сильными сторонами игры эмоции героини, погружение в мир Сенуа и атмосферу «полного, подлинного безумия», а слабыми — неудобную камеру, дизайн уровней и в целом отсутствие «изюминки и глубины» в геймплее. По общему заключению Пилипчука, игра, даже будучи «настоящим подвигом» разработчиков, всё же уступает AAA-играм в плане полировки, постановки и количества деталей. Артемий Котов с DTF подчеркнул, что Hellblade — лишь отчасти hack and slash или симулятор ходьбы; по его мнению, на самом деле это психологический хоррор, в который нужно играть «в одиночестве, темноте и обязательно в хороших наушниках». Котов также особо отметил концовку игры — «из самых ярких и откровенных» на его памяти, с лихвой оправдывающих все эмоции, которые на игрока обрушивает Hellblade.

### Продажи
Hellblade возглавила рейтинг продаж на PlayStation 4 в августе 2017 года. Осенью 2017 года Ninja Theory объявила, что все доходы от продаж игры за 10 октября (Всемирный день психического здоровья) будут переданы британскому благотворительному фонду Rethink, специализирующемуся на помощи людям с психическими расстройствами. К этой акции был выпущен специальный трейлер игры. Продажи игры окупили её разработку и начали приносить чистую прибыль приблизительно через три месяца после выпуска — это было приятным сюрпризом для разработчиков, которые считали, что на это понадобится 6-9 месяцев. К концу ноября 2017 года было продано 500 тысяч копий игры в совокупности на двух платформах — Windows и PlayStation 4; к июню 2018 года, после выхода игры и на Xbox One, совокупные продажи на всех трёх платформах превысили 1 миллион копий. В июле 2018 года, благодаря уязвимости в защите Steam Web API, стало известно, что точное количество пользователей сервиса Steam, которые играли в игру хотя бы один раз, составляет 422 733 человек.

### Награды и премии
В онлайн-голосовании Global Game Awards 2017 Hellblade: Senua’s Sacrifice заняла первое место в номинации «Лучшая инди-игра» и второе место в номинации «Лучший звук». В церемонии награждения The Game Awards в декабре 2017 года игра участвовала в пяти номинациях и выиграла в трёх из них — «Лучший звуковой дизайн», «Лучшая актёрская игра» для Мелины Юргенс, исполнившей роль Сенуа, а также «Игры, повлиявшие на мир» за изображение душевной болезни; игра появлялась также в номинациях «Лучшая инди-игра» и «Лучший сюжет». Игра также получила ряд номинаций в рамках награждения Best of 2017 Awards, проводимого IGN, в том числе «Лучшая игра для ПК», «Лучшая игра для PlayStation 4», «Лучшая игра в жанре Action-Adventure», «Лучшая графика», «Лучший сюжет» и «Самая инновационная игра». На церемонии Golden Joystick Awards игра присутствовала в номинациях «Лучший звук», «Лучшая актёрская игра», «Прорыв» для Мелины Юргенс и «Студия года» для Ninja Theory. На церемонии награждения Международной ассоциации независимых разработчиков компьютерных игр (TIGA) Hellblade заняла первое место в номинации «Лучшая игра в жанре Action-Adventure», а также была выдвинута в номинациях «Лучший звуковой дизайн» и «Лучший визуальный дизайн». На 45-й церемонии вручения премии «Энни» игра и аниматоры Крис Гудолл, Чи Тхэк Лим и Кирилл Спиридонов были выдвинуты в номинации «Выдающиеся достижения в анимации персонажа в компьютерной игре». Ещё до выхода игры команда разработчиков игры, в том числе Антониадес и Юргенс, получила награду «Лучшая графика в реальном времени и интерактивность» на конференции SIGGRAPH в 2016 году — основанием для этого стала демонстрация представленной на конференции технологии «кинематографии в реальном времени», когда представители Ninja Theory продемонстрировали захват движения в реальном времени и тут же показ соответствующей анимации в готовом виде в демонстрационной версии игры — то, что при создании такой анимации традиционными способами заняло бы недели или месяцы. Сайт Eurogamer поместил игру на девятое место в своём списке 50 лучших игр 2017 года, EGMNow — на 19-е место в своём списке 25 лучших игр 2017 года.
На церемонии награждения New York Game Awards 2018 игра получила награду «Великий белый путь» за лучшую актёрскую игру в компьютерной игре, и также номинировалась на награду «Статуя Свободы» за лучший виртуальный мир в компьютерной игре. Игра была номинирована на премию Game Developers Choice Awards в номинациях «Лучший звук», «Лучший сюжет» и «Лучшие технологии», а также в номинациях «Выдающееся достижение в анимации», «Выдающееся достижение в режиссуре», «Выдающееся достижение в разработке персонажей» для героини Сенуа, «Выдающееся достижение в создании сюжета» и «Выдающееся техническое достижение» на премию D.I.C.E. Awards, присуждаемую Академией интерактивных искусств и наук и в номинациях «Лучшие спецэффекты», «Лучшие технологические достижения», «Лучшие визуальные достижения», «Самый многообещающий новый IP», «Лучший сюжет» и «Премия Мэтью Крампа за культурные инновации» на церемонии награждения SXSW Gaming Awards в 2018 году.
Игра получила 1-е место в номинации «Приключения года» российского журнала «Игромания» и 4-е место в номинации «Игра года» того же журнала. Также игра получила 1-е место в номинации «Игра года» русскоязычного ресурса DTF.
Hellblade: Senua’s Sacrifice получила премию BAFTA в области игр 2018 года в номинациях «Artistic Achievement», «Audio Achievement», «British Game» и «Game Beyond Entertainment».

### «Необратимая смерть»
Вскоре после начала игры Сенуа подвергается проклятию — её правая рука покрывается «гнилью», которая распространяется по конечности вверх каждый раз, когда персонаж погибает. При этом игрок получает предупреждение о том, что игра окончится, если «гниль» доберётся до головы Сенуа. Это предупреждение легко истолковать как ограничение на количество смертей персонажа: если Сенуа погибнет больше определённого количества раз, сохранение игрока будет удалено, и прохождение придётся начать с самого начала. Тем не менее, это предупреждение является ложным — уже в день выхода игры посвящённые играм сайты PCGamesN и Eurogamer сообщили о том, что распространение «гнили» останавливается и возобновляется на определённых этапах игры, и в конечном счёте она никак не может достичь головы Сенуа, сколько бы персонаж ни погибал. Хотя разработчики игры фактически обманывают игрока, заставляя игру выглядеть более сложной, чем она есть на самом деле, ряд обозревателей высказался в пользу этого решения. Так, обозреватель PC Gamer Рид Маккартер назвал угрозу необратимой смертью «великолепно исполненным образцом нарративного дизайна» и «современным воплощением приёма ненадёжного рассказчика». Бен Баррет с сайта PCGamesN, объявляя грозное предупреждение «блефом», одновременно высказался в его пользу, подчеркнув, что оно хорошо согласуется с основным посылом игры, «страхам Сенуа перед её врагами и распадающейся психикой». Схожим образом Уэсли Ин-Пул с Eurogamer подчеркнул, что угроза необратимой смерти, даже будучи блефом, заставляет игрока испытывать страх во время игры — а повествование в Hellblade вращается именно вокруг тем ужаса, тревоги и смерти, так что эта угроза вписывается в игру.

## Наследие
Игра-продолжение Senua’s Saga: Hellblade II была анонсирована на мероприятии The Game Awards 2019 вместе с игровой консолью Xbox Series X; Hellblade II должна стать одним из первых проектов для новой игровой системы от Microsoft. Игра была выпущена 21 мая 2024 года.